# Déclaration de Buffalo
Pour les articles homonymes, voir Buffalo.
La Déclaration de Buffalo est un manifeste politique canadien publié le 20 février 2020. La publication est une initiative de quatre députés conservateurs de l'Alberta : Michelle Rempel Garner, Blake Richards, Glen Motz et Arnold Viersen. Ceux-ci dénoncent la place sous-estimée que détient l'Alberta au sein de la confédération canadienne ainsi que le manque de considération à l'égard de ses politiques, de son économie et de sa culture.

## Dénomination
Au début des années 1900, Sir Frederick Haultain, alors premier ministre des Territoires du Nord-Ouest, propose l'idée de former une nouvelle province canadienne comprenant ce qui allait devenir l'Alberta et la Saskatchewan d'aujourd'hui. Il propose comme nom « Buffalo ». Cependant, l'idée se voit rejetée par les libéraux sous le premier ministre canadien Wilfrid Laurier, qui ne souhaitaient pas accepter la suggestion d'un membre du Parti conservateur. Le nom est donc repris par le manifeste comme symbole d'inconsidération de la part d'Ottawa, ne prenant pas au sérieux les préoccupations de l'Ouest canadien.